# Villanueva de Ávila
Villanueva de Ávila est une commune de la province d'Ávila dans la communauté autonome de Castille-et-León en Espagne.

## Géographie
Villanueva de Ávila est située à 1 059 mètres d'altitude.
| Nordouest: Navalosa    | Nord : Navatalgordo | Nordest: Burgohondo |
| Ouest: Navarrevisca    | Villanueva de Ávila | Est: Burgohondo     |
| Sudouest: Navarrevisca | Sud: Mijares        | Sudest: Burgohondo  |

## Histoire
On ne sait pas depuis quand le village a été habité.
Il y a peu, les habitants vivaient dans des petits hameaux dispersés dans la montagne. Les maisons comportaient une seule pièce pour toute la famille qui servait de salon, cuisine et chambre. Parfois se trouvait à côté un espace pour les animaux (chevaux, vaches, moutons, poules...). Les maisons étaient bâties en pierre.
Les quartiers étaient dispersés et étaient rattachés à Navatalgordo. Les quartiers étaient dédaigneusement nommés « Las umbrías de Navatalgordo », umbrías désignant des zones peu ensoleillées.
Il n'y avait ni lumière électrique, ni routes correctes, ni médecin ou curé ou cimetière. Les habitants devaient se déplacer jusqu'à Navatalgordo pour se faire baptiser, se marier ou pour toute démarche.
Il y avait une école dans le quartier Los Arquitones. Vers l'année 1933 furent créées les nouvelles écoles connues de tous comme les « Premières Écoles ». Elles furent construites dans le quartier Los Arroyuelos et accueillaient des enfants de tous les quartiers. Elles sont situées sur la Plaza Escuelas à Villanueva de Ávila, mais maintenant elles ne sont plus utilisées comme école. Pour que tous les enfants reçoivent une éducation, les adultes apprenaient avant pour après faire la classe aux plus petits. Elles étaient appelées « Escuelas », au pluriel, car elles étaient séparées en écoles de filles et de garçons.
Au cours du temps, Los Arroyuelos se développa et fut appelé « Pueblo Nuevo » (Nouveau village). Mais en 1942, le nom définitif fut « Villanueva de Ávila » (Village nouveau d'Ávila).
Ce n'est que le 16 février 1990 que le village devint indépendant de Navatalgordo.

## Symboles
Le blason et le drapeau municipaux furent confirmés officiellement le 6 septembre 1999. Leur description est la suivante :

« Blason divisé en deux côtés, le premier en bleu avec une colline d'or et des frondes en argent et le deuxième en vert avec un bâtiment en argent, décoré avec une Couronne Royale. »

« Drapeau carré de couleur bleue, jaune et verte avec des rayures verticales. Au centre le blason du village de Villanueva de Ávila. »

## Démographie
Depuis 1991, le village est en train de disparaître en raison de l'exode et du vieillissement de la population.
En 1991, il y avait 666 habitants.
En 2001, il y avait 415 habitants.
En 2010, il y avait 250 habitants.
En 2016, il y avait 226 habitants.